# Damir Desnica
Damir Desnica (Obrovac, 20. prosinca 1956.), bivši je hrvatski nogometaš. 

## Igračka karijera

### Klupska karijera
Damir Desnica osnovnu školu za gluhonijemu djecu polazio je u Zagrebu od 1963. godine a potom upisao se je u srednju školu za gluhonijeme u Rijeci, u koju je došao 1971. godine. Nogometnu karijeru započeo je 1972. godine u riječkome NK Elektroprimorju, a potom igrao je za riječkkoga NK Konstruktora. U HNK Rijeci je od 1973. godine u juniorima (u toj generaciji bili su i Srećko Juričić, Zvjezdan Radin, Viarello, Gero Karlović, Sobol), a igrao je na položaju lijevoga krila. Za prvu momčad HNK Rijeke zaigrao je 1974. godine, u Prvoj saveznoj ligi, kada je debitirao protiv zeničkoga NK Čelika. Bio je jedan od ključnih igrača momčadi Rijeke koja je dva puta osvajala Kup maršala Tita, 1978. i 1979. godine, te koja je igrala u četvrtzavršnici Kupa pobjednika kupova, 1980. godine. Njegove odlične igre i snalaženje na terenu bile su posebno dobre s obzirom na to što je gluhonijem. Damir je u HNK Rijeci nosio dres s brojem 11, te je zabio 55 pogodaka u 265 utakmica. Između 1981. i 1985. godine HNK Rijeka je igrala s formacijom 4–3–3, te je tada Damir igrao kao napadač. Desnica je, osim za Rijeku, igrao nekoliko sezona za belgijski Kortrijk, te jednu sezonu za Pazinku. 

### Reprezentativna karijera
Za jugoslavensku reprezentaciju nastupio je jedanput, 25. listopada 1978. godine u utakmici protiv reprezentacije Rumunjske, u Bukureštu (2:3), te je pritom postigao i svoj jedini pogodak za reprezentaciju. 
Bio je sudionikom Olimpijade za gluhonijeme u Švedskoj 1973. godine gdje je osvojio treće mjesto.

## Trenerska karijera
Bio je izbornikom hrvatske nogometne reprezentacije gluhih. Desnica je jedno vrijeme radio kao trener u omladinskoj školi HNK Rijeke.

## Priznanja

### Igračka

#### Klupska
Rijeka
- Kup maršala Tita (2): 1977./78., 1978./79.

## Zanimljivosti
- U drugoj utakmici drugoga kola Kupa UEFA, u sezoni 1984./85., protiv madridskoga Reala (3:1, 0:3; zbrojno 3:4), 24. listopada 1984. godine, Desnica je dobio crveni karton zbog prigovora sudcu[5] u 74. minuti, što je čudno jer on je gluhonijem od rođenja.[6] U toj utakmici isključena su ukupno tri igrača Rijeke.[6]

## Vanjske poveznice
- Nogometni leksikon: Desnica, Damir.